# Proctacanthus leucopogon
Proctacanthus leucopogon là một loài ruồi trong họ Asilidae. Proctacanthus leucopogon được Wiedemann miêu tả năm 1828.